# Séféto Ouest
Séféto Ouest is een gemeente (commune) in de regio Kayes in Mali. De gemeente telt 17.500 inwoners (2009).
De gemeente bestaat uit de volgende plaatsen:
- Dalaba
- Djougounté
- Guémoucourani
- Kéniénifé
- Mansala
- Nafadji
- Séféto (hoofdplaats)
- Siramissé
- Sonki